# Перлахтурм
Пе́рлахтурм (нем. Perlachturm) — 70-метровая башня на Ратушной площади немецкого города Аугсбурга. Вместе с соседней ратушей является одним из архитектурных символов Аугсбурга. Башня первоначально строилась как дозорная, позднее к ней была пристроена церковь Св. Петра.

## Происхождение названия
Согласно одной из теорий, происхождение названия башни — Perlachturm — обусловлено народными гуляньями. К башне прилегает Ратушная площадь — место для народных гуляний с жонглёрами, шутами и медведями на цепи. Название состоит из трёх частей: реr, lach и turm. Третья часть означает «башня», о значении первых двух до сих пор ведутся споры. Per, в данном случае, скорее всего — искажённая форма слова Bär («медведь»). «Lach» на старонемецком означало «игры», «танцы». Согласно этой теории, в буквальном переводе на современный немецкий язык «Perlachturm» означает «Bärentanzplatz» — площадь, на которой танцуют медведи.

## История
Башня была построена в X веке для дозора, чтобы следить за пожарами или появлением противника. Первоначально башня служила для постоянного наблюдения за окружающей местностью. Камни, которые до сих пор лежат в её основании, датируются 1060 годом, но сама башня впервые упоминается ещё раньше, в 989 году. Место, где находится Перлахтурм, восходит к Античности. Именно здесь находился когда-то древнеримский амфитеатр.
Впоследствии на месте амфитеатра расположился обычный жилой район. Район, как и весь город к тому времени, был деревянным и периодически горел. Для своевременного обнаружения пожаров было решено построить дозорную башню. Башня с момента постройки отличалась высотой — около 30 метров. Пожары — бич средневековых городов, построенных, в отличие от античных, почти полностью из дерева. Но кроме материала построек, у разрушительных пожаров была ещё одна причина. Горожанам очень редко выделяли под постройку большие участки. Чем больше был город, тем больше средств было нужно для оборонительных укреплений, ведь их длина прямо зависела от размеров города. Как следствие, дома строили очень близко друг к другу, поэтому в случае пожара огонь легко перебрасывался с одного дома на другой. Средняя ширина средневековой улицы не превышала 4—5 метров. К тому же, распространению огня помогали солома и дранка, которыми крыли крыши. Черепица появилась только в XVII—XVIII веках. Раньше её из-за дороговизны практически не использовали, да и при наличии денег покрыть крышу черепицей было очень непросто: не выдерживали деревянные конструкции перекрытий. Понятно, что чем раньше обнаруживали возникший огонь, тем меньше были и последствия пожаров, поэтому высокие сторожевые башни были для Средневековья жизненной необходимостью.
С 1182 года встречается упоминание о церкви рядом с башней. В церквях в те времена традиционно укрывались во время войны. Церковь Святого Петра у Перлаха находится за башней до сих пор. Это монастырская церковь, и неосведомлённые посетители башни зачастую ошибочно принимают башню за звонницу монастыря.
Сторожевые колокола появились на башне по косвенным данным в 1056 году, но сначала здесь не было постоянной стражи. Первое упоминание о постоянной сторожевой службе на башне относится к 1272 году. Тогда это было правом и обязанностью цеха виноторговцев. Виноторговцы в Западной Европе относились к представителям младших, более бедных цехов. Они ходили по улицам городов, предлагая вино в розлив, и особым уважением не пользовались. Сторожевая служба, по-видимому, увеличивала социальный престиж цеха виноторговцев в Аугсбурге. Каким-то образом они не только закрепили за собой это право, но и сохранили до сих пор. Конечно, давно уже нет ни службы на башне, ни цеха виноторговцев, но, согласно традиции, 20 граждан города и сейчас носят почётное имя «служителей башни». Семь дней недели разделены между ними по особому соглашению, и «служители башни» по-прежнему участвуют в её повседневной жизни, теперь уже ставшей работой по обслуживанию туристов.

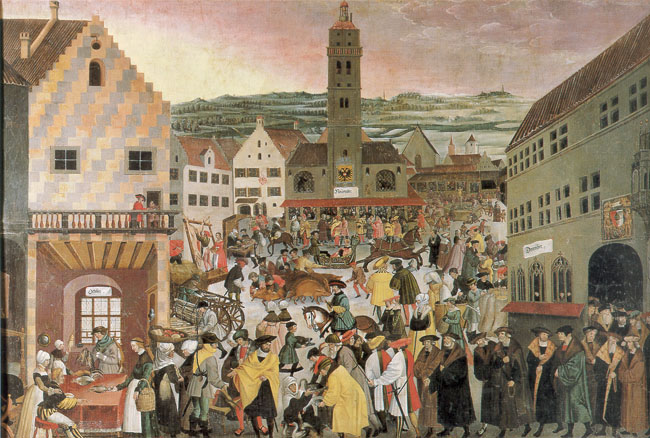
«Аугсбургская площадь Перлах зимой» 1550-го года. Репродукция картины Генриха Фогтгерра

Башенные часы играли в жизни средневекового города особую роль. Для подавляющего большинства горожан это был единственный источник точного времени. Без них время можно было определять только приблизительно. Первые часы появились на башне в 1398 году и были изготовлены нюрнбергскими мастерами. Башенные часы того времени мало где сохранились, потому что в начале XVII века в часовом деле произошла революция: появился пружинный привод вместо механического, и, постепенно, новая конструкция вытеснила первоначальную.
Башня постепенно росла и достигла к 1410 году высоты в 36 метров. В 1527 году Перлахтурм уже была 63 метра высотой, а к 1616 году выросла до 70 метров. На этом рост башни остановился. В 1553 году на ней появилась настенная роспись, а колокола стали бить каждые четверть часа. 
Последние изменения высоты башни связаны с перестройкой соседней ратуши в 1612—1618 годах. В старой ратуше, наверху, была звонница, для которой в новом проекте места не нашлось. Тогда понадобилось перенести куда-то из здания ратуши колокола городского совета. Городской архитектор Элиас Холль перенёс их на Перлахтурм, а для этого понадобилось увеличить её высоту. Колокола советников присоединились к уже бывшим на башне сторожевым колоколам. Элиас Холль перестроил в связи с этим весь верх башни. Тогда и появилось существующее завершение Перлахтурм в виде фонаря. Вносить какие-либо радикальные изменения в романскую по стилю архитектуру башни не стали. Перлахтурм сохранила в своей основе правильный восьмиугольник, а увеличение её высоты и выразительное архитектурное решение её завершения лишь подчеркнули значение башни в общем градостроительном ландшафте Аугсбурга.

## Флюгер
На крыше башни установлен позолоченный флюгер. Несмотря на то, что у Перлахтурм находится христианская церковь, флюгер изображает языческую богиню земли и плодородия Зису. Богиня появилась здесь не случайно: со времён древних германцев она покровительствует Аугсбургу. Ратушная площадь была местом увеселений горожан начиная с дохристианской поры.

## Карильон
В 1984 г. Общество Старого Аугсбурга профинансировало (в рамках празднования 2000-летия города) установку на Перлахтурм музыкального устройства — карильона. Его заказали в Бельгии, в Мехелене, где делают колокола с «малиновым» звоном («Мехелен» по-французски — Малин). Число колоколов символично: карильон в Аугсбурге стал 35-м по счёту в Германии. Карильон обошёлся в 1,1 миллиона марок. С тех пор 4 раза в день (в 11, 12, 17 и 18 часов) на Ратушной площади можно услышать колокольную музыку — мелодии Моцарта из «Волшебной флейты» и народные песни, например, «Die Gedanken sind frei» («мысли свободны»).

## Бой архангела с дьяволом

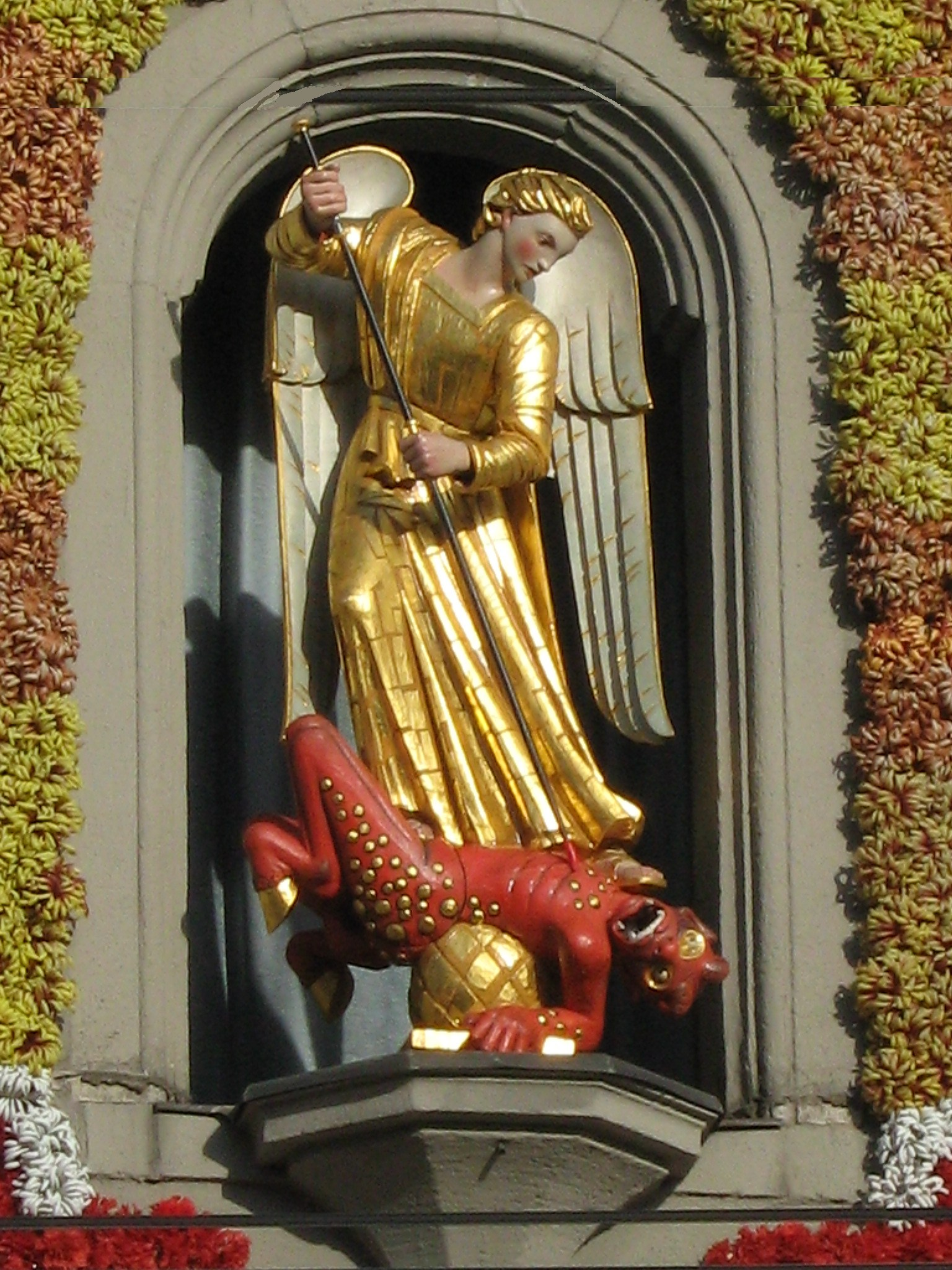
Фигура архангела Михаила

Ежегодно, 29 сентября, в день святого Михаила (Michaelstag), в арочных окнах башни появляется фигура архангела Михаила. С каждым боем часов он поражает лежащего на полу Сатану. По старинному поверью, с каждым новым ударом архангела должно исполняться какое-нибудь загаданное желание. Дети запускают в небо воздушные шары, прикрепляя к ним записки со своими желаниями, и шары улетают путешествовать в окрестности Аугсбурга. 
Оригинальные фигуры архангела и дракона изготовил в 1526 году мастер Кристоф Мурманн, и они в плане механики взаимодействуют с механизмом часов. Старые фигуры были уничтожены вместе с большей частью башни во время бомбардировки города в феврале 1944 года и были заменены современными в 1949 году кемптенским скульптором Карлом Хёфельмайром.

## Подъём на башню
Башня открыта для посещения в тёплое время года. В хорошую погоду башню посещают 200—300 человек в день. С площадки под колоколами открывается вид на Аугсбург. Город виден практически весь. Особенно отчётливо с такой высоты выделяются границы старинного центра, все сторожевые башни и высокие дома. 
Внутри Перлахтурм находится типичная для круглых башен винтовая лестница — 261 ступенька к колоколам на обзорной площадке. Раз в году, во время праздника святого Михаила, здесь проводят соревнования по скоростному «забегу» до верха башни. Участники соревнования стартуют с интервалом в 2 минуты. Добежать до колоколов почти за одну минуту может только настоящий атлет.
Когда дует фён, с Перлахтурм можно увидеть даже Альпы. Фён отгоняет от гор облака, открывая горы взглядам зрителей, находящихся на расстоянии в десятки километров. Было время, когда, предупреждая жителей Аугсбурга о приближении фёна, на башне вывешивали жёлтый флаг. Тогда те, кому трудно переносить ветер из пустыни, могли покинуть город или как-то подготовиться к перепаду давления и мелкой пыли, которую фён несёт с собой.